# Macário das Chagas Rocha Lessa
Macário das Chagas Rocha Lessa (Coruripe, ? — ?) foi um agricultor e político brasileiro.
Foi um rico senhor de engenho. Em seus estudos, não chegou a completar o curso superior da Faculdade de Direito de Recife. No Império, estando afiliado ao Partido Liberal (Brasil Império), foi deputado provincial de Alagoas, de 1884 a 1889. Após declarada a República, foi deputado estadual constituinte, de 1891 a 1892, voltando na legislatura de 1897 até 1912. Além disso, foi senador de 1905 a 1906. Foi governador do Estado de Alagoas, de 12 de junho de 1909 a 12 de junho de 1912.